# Коллінвуд (Теннессі)
Коллінвуд (англ. Collinwood) — місто (англ. city) в США, в окрузі Вейн штату Теннессі. Населення — 898 осіб (2020).

## Географія
Коллінвуд розташований за координатами 35°10′29″ пн. ш. 87°44′36″ зх. д. / 35.17472° пн. ш. 87.74333° зх. д. (35.174753, -87.743466).  За даними Бюро перепису населення США в 2010 році місто мало площу 7,30 км², уся площа — суходіл.

## Демографія
Згідно з переписом 2010 року, у місті мешкали 982 особи в 396 домогосподарствах у складі 272 родин. Густота населення становила 135 осіб/км².  Було 459 помешкань (63/км²).
Расовий склад населення:
| - 96,0 % — білих - 0,4 % — корінних американців - 0,3 % — вихідців з тихоокеанських островів - 0,2 % — азіатів - 0,1 % — чорних або афроамериканців - 1,9 % — осіб інших рас |

До двох чи більше рас належало 1,0 %. Частка іспаномовних становила 3,4 % від усіх жителів.
За віковим діапазоном населення розподілялося таким чином: 23,0 % — особи молодші 18 років, 61,5 % — особи у віці 18—64 років, 15,5 % — особи у віці 65 років та старші. Медіана віку мешканця становила 41,1 року. На 100 осіб жіночої статі у місті припадало 92,2 чоловіків;  на 100 жінок у віці від 18 років та старших — 90,9 чоловіків також старших 18 років.
Середній дохід на одне домашнє господарство  становив 39 404 долари США (медіана — 29 107), а середній дохід на одну сім'ю — 44 351 долар (медіана — 39 688). Медіана доходів становила 28 875 доларів для чоловіків та 21 103 долари для жінок. За межею бідності перебувало 18,6 % осіб, у тому числі 33,9 % дітей у віці до 18 років та 18,0 % осіб у віці 65 років та старших.
Цивільне працевлаштоване населення становило 386 осіб. Основні галузі зайнятості: виробництво — 16,1 %, освіта, охорона здоров'я та соціальна допомога — 14,8 %, роздрібна торгівля — 14,2 %.